# H. Dimurthalastadion
Het H. Dimurthalastadion is een multifunctioneel stadion in Banda Atjeh, een plaats in Indonesië. 
Vroeger heette dit stadion Lampineungstadion. Het stadion wordt vooral gebruikt voor voetbalwedstrijden, de voetbalclub Persiraja Banda Aceh maakt gebruik van dit stadion. In het stadion is plaats voor 12.000 tot 20.000 toeschouwers. Het stadion werd geopend op 15 maart 1957.